# 面貸し
面貸し（めんがし、めんかし）、あるいは、ミラーレンタルは、美容所（美容院、美容室、サロンなどと称する）が、フリーランスの美容師に場所と施術に必要な施設を提供して、対価を得るという運営形態。フリーランスの美容師は、個人事業主として、面貸しする美容所と業務委託契約を結んで、働いている形式をとる。

## 概要

### メリットとデメリット
美容師にとっては、正社員として徒弟修行的な関係に組み込まれることなく、自由度が高い形で就業できるというメリットがあり、客にとっては、一人の美容師がすべての施術を一貫して行なうためにコミュニケーションが円滑に図れるというメリットがあるとされ、さらに、美容所にとっては、人件費の固定化を回避しつつ設備の稼働率を上げることができるというメリットがあるとされる。

### 背景
面貸しが拡大している背景には、徒弟修行的な旧来の慣行を嫌う、若い美容師が増えていることがあると考えられている。
もともと、アメリカ合衆国では一般的な形態であるともいわれる。日本では、美容院が知り合いの美容師に場所を貸すことは1990年代ころから行なわれていたとされるが、2003年に美容業界の求人誌が特集記事で紹介したことをきっかけに、普及が進んだ。表参道周辺や銀座をはじめ首都圏のほか、大阪や名古屋でも同様の形態が見られるという。

### 2000年代以降の傾向
2000年代以降は、店全体が面貸しという美容所も登場しており、美容師が1分単位で席を借り、例えば1分45円、あるいは、1時間1,500円～2,500円といった水準の使用料を支払う仕組みがとられている。時間料金ではなく、売上の一定の割合を面貸しした店がとった上で、過半は美容師に支払われる完全歩合制もあり、美容師の取り分は45％～65％が一般的とされている。首都圏の中心エリアでは美容師の取り分70％～80％など、店舗数の増加・面貸しの一般化に伴い条件面での競争も加熱している。
面貸しによって働く美容師も、美容師法に従って感染症などに罹患していない証明が必要であり、美容所は保健所に対して、美容師の氏名や登録免許番号の報告義務があるが、厚生労働省生活衛生課は、面貸しの場合は実態の把握が難しく、適切な手続きがとられていない場合が多いのではないかと懸念している。